# Jörgen Centerman
Jörgen Centerman, född 6 november 1951, är en svensk civilingenjör som var VD för ABB 2001–2002. Han avlade civilingenjörsexamen vid Lunds tekniska högskola och anställdes vid ASEA 1976. År 1998 blev han chef för ABB:s automationsdel. 
1 januari 2001 tillträdde Centerman posten som VD för ABB och ersatte därmed Göran Lindahl.  Centerman ville skapa en mer kundorienterad organisation och sågs därvid som en förnyare både internt inom ABB och av aktiemarknaden. Bland de förändringar som genomfördes under Centermans tid fanns bland annat byte av redovisningsstandard i syfte att förbereda för en lansering av ABB-aktien i USA. ABB-aktien noterades i USA på New York-börsen den 6 april 2001. 
5 september 2002 slutade Centerman som vd för ABB. Som skäl för att sluta angav han personliga skäl i relationen med företagets styrelseordförande Jürgen Dormann som tillfälligt ersatte Centerman som VD.

### Fotnoter
1. ↑  Pressmeddelande från ABB 25 oktober 2000: Jörgen Centerman ny vd och koncernchef för ABB Arkiverad 7 mars 2016 hämtat från the Wayback Machine., läst 28 augusti 2011
2. ↑  DN.se 5 september 2002: Centerman lämnar ABB efter bråk, läst 28 augusti 2011